# Медлер, Иоганн Генрих фон
Иоганн Генрих фон Медлер (нем. Johann Heinrich von Mädler, 29 мая 1794 — 14 марта 1874) — немецкий астроном. Известен в первую очередь как автор проекта самого точного календаря и составитель карт Луны, лучших на протяжении нескольких десятилетий. Термин «фотография» также впервые предложил Медлер в 1839 году. 25 лет (1840—1865) Медлер провёл в Российской империи, где руководил Дерптской обсерваторией (ныне Эстония).

## Биография и научная деятельность
Родился в Берлине, уже в гимназии показал способности к науке. Когда юноше было 19 лет (1813), его родители стали жертвами эпидемии тифа, и ему пришлось самому зарабатывать на жизнь и образование для себя и трёх младших сестёр. Только в 1818 году Медлер окончил гимназию и поступил в Берлинский университет, где изучал астрономию (под руководством И. Э. Боде и И. Ф. Энке) и математику.
В 1824 году у Медлер познакомился с банкиром и астрономом-любителем Вильгельмом Бером. В 1829 году Бер построил близ своей виллы частную обсерваторию и пригласил Медлера работать совместно с ним. Обсерватория была оборудована 95-миллиметровым телескопом-рефрактором, который соорудил Йозеф Фраунгофер. Вначале они сделали ряд рисунков Марса, составили первую, ещё несовершенную карту этой планеты и определили длину марсианских суток с точностью до 13 секунд (позднее, в 1837 году, они улучшили точность до 1,1 сек). Предложенная ими координатная сетка для Марса сохранилась до наших дней.
Далее Медлер и Бер занялись составлением первой детальной карты Луны (Mappa Selenographica), опубликованной ими в четырёх томах (1834—1836). Эта карта и развёрнутое описание лунной поверхности, изданное ими в 1837 году (Der Mond), на протяжении нескольких десятилетий были лучшими, и только в 1870-х годах это достижение перекрыла карта Иоганна Шмидта. В эти годы Медлер завоевал репутацию одного из лучших астрономов Европы, защитил докторскую диссертацию и стал профессором Берлинского университета.
В 1836 году И. Ф. Энке пригласил Медлера на работу в Берлинскую обсерваторию, которая обзавелась 240-миллиметровым рефрактором. Спустя 4 года Медлер принял приглашение занять пост директора Дерптской обсерватории, освободившийся после перехода В. Я. Струве в Пулковскую обсерваторию. Он также стал профессором Дерптского университета. Незадолго до отъезда (1840) Медлер женился на Вильгельмине фон Витте (Wilhelmine von Witte).
В Дерпте Медлер выполнял астрономические и метеорологические наблюдения; исследованиям планет в Дерпте сильно мешала почти постоянная облачность. Предпринял две экспедиции для наблюдения полного солнечного затмения.

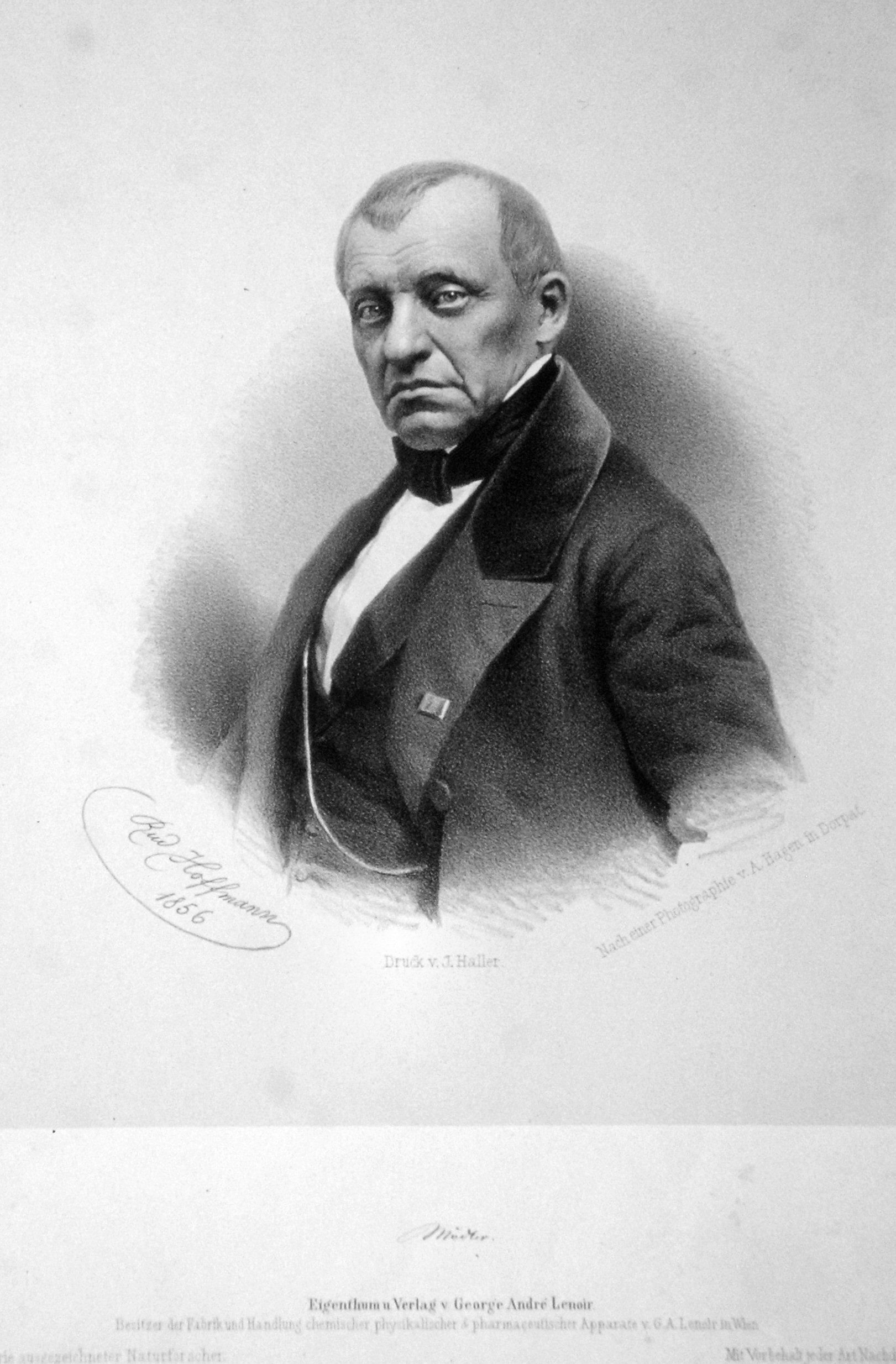
В 1856 году

Медлер опубликовал исключительно точную для того времени оценку продолжительности года, после чего (1864) предложил российскому правительству заменить неточный юлианский календарь, в котором ошибка в один день накапливается каждые 128 лет, на новый, где ошибка в сутки накапливается только за 100000 лет. В календаре Медлера вместо цикла «один високосный год каждые 4 года» предлагался цикл из 128 лет, содержащий 31 високосный и 97 обычных лет. Однако ни российское правительство, ни правительства других стран не проявили интереса к проекту сверхточного календаря.
В 1865 году в связи с болезнью глаз Медлер вышел в отставку и вернулся в Германию. В 1873 году вышел его двухтомник «История астрономии».
В честь учёного названы кратер на Луне и кратер на Марсе.

## Труды
- Der Wunderbau des Weltalls oder populäre Astronomie. Berlin: 1841 (8. Aufl. 1865).
- Beobachtungen der Sternwarte zu Dorpat. Bd. 9—16. Dorpat: 1842—1866
- Die Centralsonne. Dorpat: 1846
- Untersuchungen über die Fixsternsysteme. 2 Bde. Mitau: 1847—1848
- Beiträge zur Fixsternkunde. Haarlem: 1855
- Die Eigenbewegungen der Fixtsterne. Dorpat: 1856
- Der Fixsternhimmel. Leipzig: 1858
- Reden und Abhandlungen über Gegenstände der Himmelskunde. Berlin: 1870
- Geschichte der Himmelskunde. 2 Bde. Braunschweig: 1872—1873

### На русском языке
- Медлер И. Г. Полное солнечное затмение 16/28 июля 1851 года. Дерпт, 1850.
- Медлер И. Г. Краткая астрономия. СПб, 1862.